# Mansur Kikhia
Mansur Kikhia (arabiska:منصور الكخيا , Manṣūr al-Kiḫiyā), även transkriberat som Mansour el-Kechiya (född 1931) var en libysk politiker och dissident som kidnappades av den libyska säkerhetstjänsten och sedan försvann. Han tjänstgjorde som Libyens utrikesminister 1972–1973 och var även Libyens FN-ambassadör.
Efter sin karriär som politiker och diplomat blev Kikhia en av de ledande dissidenterna som motarbetade Muammar al-Gaddafi. År 1980 hoppade han av till USA och då han 1993 kidnappades i Kairo, fattades bara fyra månaders väntan från att han skulle ha beviljats amerikanskt medborgarskap. Enligt en amerikansk undersökning genomförd av CIA avrättades Kikhia i början av år 1994 i Libyen. Hans kvarlevor hittades först 2012.
Mellan 1975 och 1980 var han ordförande för den arabiska scoutkommittén en av de sex regionala kommittéerna inom världsscouting. Han tilldelades 1981 scoutings högsta utmärkelse Bronsvargen.  